# Olibrus stlembus
Olibrus stlembus is een keversoort uit de familie glanzende bloemkevers (Phalacridae). De wetenschappelijke naam van de soort werd in 1994 gepubliceerd door Lyubarsky.